# احمد نامی
احمد نامی (۱۸۷۸ – ۱۹۶۲) او دومین رئیس کشور سوریه در بین ۲ مه ۱۹۲۶ – ۱۵ فوریه ۱۹۲۸ است؛ در مدت ریاست خود سه دولت را تشکیل داد و عفو عمومی برای دست‌گیر شدگان در خلال انقلاب بزرگ سوریه اعلام کرد.
او را به "داماد" لقب داده‌اند زیرا او با خواهر عبدالحمید دوم، عایشه سلطان ازدواج کرد.